# Gran Premio de Japón de Motociclismo de 2011

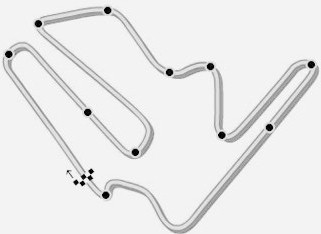
Circuito de motociclismo

El Gran Premio de Japón de Motociclismo de 2011 fue la decimoquinta prueba del Campeonato del Mundo de Motociclismo de 2011. Tuvo lugar en el fin de semana del 29 de septiembre al 2 de octubre de 2011 en el Twin Ring Motegi, situado en Motegi, Prefectura de Tochigi, Japón. La carrera de MotoGP fue ganada por Dani Pedrosa, seguido de Jorge Lorenzo y Casey Stoner. Andrea Iannone ganó la prueba de Moto2, por delante de Marc Márquez y Thomas Lüthi. La carrera de 125cc fue ganada por Johann Zarco, Nicolás Terol fue segundo y Héctor Faubel tercero.

## Resultados

### Resultados MotoGP
| Pos.            | N.º. | Piloto           | Constructor | Vueltas | Tiempo    | Parilla | Pts. |
| --------------- | ---- | ---------------- | ----------- | ------- | --------- | ------- | ---- |
| 1               | 26   | Dani Pedrosa     | Honda       | 24      | 42:47.481 | 4       | 25   |
| 2               | 1    | Jorge Lorenzo    | Yamaha      | 24      | +7.299    | 2       | 20   |
| 3               | 27   | Casey Stoner     | Honda       | 24      | +18.380   | 1       | 16   |
| 4               | 58   | Marco Simoncelli | Honda       | 24      | +23.550   | 6       | 13   |
| 5               | 4    | Andrea Dovizioso | Honda       | 24      | +23.691   | 3       | 11   |
| 6               | 11   | Ben Spies        | Yamaha      | 24      | +37.604   | 5       | 10   |
| 7               | 69   | Nicky Hayden     | Ducati      | 24      | +39.167   | 10      | 9    |
| 8               | 5    | Colin Edwards    | Yamaha      | 24      | +45.023   | 14      | 8    |
| 9               | 7    | Hiroshi Aoyama   | Honda       | 24      | +49.074   | 11      | 7    |
| 10              | 14   | Randy de Puniet  | Ducati      | 24      | +59.022   | 13      | 6    |
| 11              | 35   | Cal Crutchlow    | Yamaha      | 24      | +1:13.964 | 12      | 5    |
| 12              | 64   | Kousuke Akiyoshi | Honda       | 24      | +1:21.709 | 16      | 4    |
| 13              | 72   | Shinichi Ito     | Honda       | 24      | +1:26.381 | 18      | 3    |
| Ret             | 24   | Toni Elías       | Honda       | 17      | Caída     | 15      |      |
| Ret             | 19   | Álvaro Bautista  | Suzuki      | 13      | Caída     | 8       |      |
| Ret             | 6    | Damian Cudlin    | Ducati      | 13      | Caída     | 17      |      |
| Ret             | 8    | Héctor Barberá   | Ducati      | 1       | Caída     | 9       |      |
| Ret             | 46   | Valentino Rossi  | Ducati      | 0       | Colisión  | 7       |      |
| DNS             | 17   | Karel Abraham    | Ducati      |         | Lesionado |         |      |
| Reporte Oficial |      |                  |             |         |           |         |      |

Notas:
- Pole Position :  Casey Stoner, 1:45.267
- Vuelta Rápida :  Dani Pedrosa, 1:46.090

### Resultados Moto2
| Pos.            | N.º | Piloto              | Constructor | Vueltas | Tiempo     | Parilla | Pts. |
| --------------- | --- | ------------------- | ----------- | ------- | ---------- | ------- | ---- |
| 1               | 29  | Andrea Iannone      | Suter       | 23      | 43:25.007  | 3       | 25   |
| 2               | 93  | Marc Márquez        | Suter       | 23      | +1.999     | 1       | 20   |
| 3               | 12  | Thomas Lüthi        | Suter       | 23      | +3.686     | 2       | 16   |
| 4               | 65  | Stefan Bradl        | Kalex       | 23      | +4.313     | 8       | 13   |
| 5               | 3   | Simone Corsi        | FTR         | 23      | +4.647     | 6       | 11   |
| 6               | 15  | Alex de Angelis     | MotoBi      | 23      | +4.813     | 7       | 10   |
| 7               | 38  | Bradley Smith       | Tech 3      | 23      | +10.520    | 4       | 9    |
| 8               | 77  | Dominique Aegerter  | Suter       | 23      | +10.725    | 9       | 8    |
| 9               | 34  | Esteve Rabat        | FTR         | 23      | +11.387    | 17      | 7    |
| 10              | 36  | Mika Kallio         | Suter       | 23      | +12.803    | 12      | 6    |
| 11              | 19  | Xavier Siméon       | Tech 3      | 23      | +18.259    | 16      | 5    |
| 12              | 13  | Anthony West        | MZ-RE Honda | 23      | +20.815    | 22      | 4    |
| 13              | 51  | Michele Pirro       | Moriwaki    | 23      | +23.795    | 14      | 3    |
| 14              | 75  | Mattia Pasini       | FTR         | 23      | +24.388    | 10      | 2    |
| 15              | 44  | Pol Espargaró       | FTR         | 23      | +34.071    | 20      | 1    |
| 16              | 16  | Jules Cluzel        | Suter       | 23      | +38.236    | 26      |      |
| 17              | 9   | Kenny Noyes         | FTR         | 23      | +39.505    | 29      |      |
| 18              | 76  | Max Neukirchner     | MZ-RE Honda | 23      | +39.609    | 28      |      |
| 19              | 54  | Kenan Sofuoğlu      | Suter       | 23      | +42.296    | 18      |      |
| 20              | 45  | Scott Redding       | Suter       | 23      | +44.162    | 15      |      |
| 21              | 53  | Valentin Debise     | FTR         | 23      | +46.662    | 30      |      |
| 22              | 14  | Ratthapark Wilairot | FTR         | 23      | +46.950    | 25      |      |
| 23              | 68  | Yonny Hernández     | FTR         | 23      | +49.625    | 27      |      |
| 24              | 4   | Randy Krummenacher  | Kalex       | 23      | +50.590    | 36      |      |
| 25              | 39  | Robertino Pietri    | Suter       | 23      | +52.044    | 35      |      |
| 26              | 6   | Joan Olivé          | FTR         | 23      | +52.365    | 33      |      |
| 27              | 63  | Mike Di Meglio      | Tech 3      | 23      | +1:02.873  | 24      |      |
| 28              | 7   | Tomoyoshi Koyama    | TSR 6       | 23      | +1:35.559  | 32      |      |
| 29              | 95  | Mashel Al Naimi     | Moriwaki    | 23      | +1:35.771  | 34      |      |
| 30              | 72  | Yuki Takahashi      | Moriwaki    | 22      | +1 vuelta  | 5       |      |
| 31              | 40  | Aleix Espargaró     | Pons Kalex  | 20      | +3 vueltas | 13      |      |
| Ret             | 80  | Axel Pons           | Pons Kalex  | 17      | Retirado   | 23      |      |
| Ret             | 64  | Santiago Hernández  | FTR         | 17      | Caída      | 31      |      |
| Ret             | 18  | Jordi Torres        | Suter       | 0       | Colisión   | 11      |      |
| Ret             | 35  | Raffaele de Rosa    | Suter       | 0       | Colisión   | 19      |      |
| Ret             | 88  | Ricard Cardús       | Moriwaki    | 0       | Colisión   | 21      |      |
| DNS             | 30  | Takaaki Nakagami    | Suter       |         | Lesionado  |         |      |
| DNS             | 33  | Sergio Gadea        | Moriwaki    |         | Lesionado  |         |      |
| Reporte Oficial |     |                     |             |         |            |         |      |

Notas:
- Pole Position :  Marc Márquez, 1:52.067
- Vuelta Rápida :  Andrea Iannone, 1:52.307

## Resultados 125cc
| Pos.            | N.º | Piloto              | Constructor | Vueltas | Tiempo    | Parilla | Pts. |
| --------------- | --- | ------------------- | ----------- | ------- | --------- | ------- | ---- |
| 1               | 5   | Johann Zarco        | Derbi       | 20      | 39:49.968 | 1       | 25   |
| 2               | 18  | Nicolás Terol       | Aprilia     | 20      | +5.900    | 3       | 20   |
| 3               | 55  | Héctor Faubel       | Aprilia     | 20      | +13.605   | 2       | 16   |
| 4               | 25  | Maverick Viñales    | Aprilia     | 20      | +16.191   | 4       | 13   |
| 5               | 11  | Sandro Cortese      | Aprilia     | 20      | +23.422   | 7       | 11   |
| 6               | 94  | Jonas Folger        | Aprilia     | 20      | +23.661   | 8       | 10   |
| 7               | 23  | Alberto Moncayo     | Aprilia     | 20      | +24.034   | 5       | 9    |
| 8               | 26  | Adrián Martín       | Aprilia     | 20      | +24.171   | 9       | 8    |
| 9               | 52  | Danny Kent          | Aprilia     | 20      | +49.118   | 18      | 7    |
| 10              | 19  | Alessandro Tonucci  | Aprilia     | 20      | +51.393   | 10      | 6    |
| 11              | 84  | Jakub Kornfeil      | Aprilia     | 20      | +51.893   | 13      | 5    |
| 12              | 77  | Marcel Schrötter    | Mahindra    | 20      | +1:01.043 | 16      | 4    |
| 13              | 53  | Jasper Iwema        | Aprilia     | 20      | +1:04.921 | 15      | 3    |
| 14              | 21  | Harry Stafford      | Aprilia     | 20      | +1:05.606 | 24      | 2    |
| 15              | 63  | Zulfahmi Khairuddin | Derbi       | 20      | +1:06.245 | 23      | 1    |
| 16              | 8   | Jack Miller         | KTM         | 20      | +1:07.653 | 26      |      |
| 17              | 82  | Hikari Ookubo       | Honda       | 20      | +1:07.770 | 25      |      |
| 18              | 50  | Sturla Fagerhaug    | Aprilia     | 20      | +1:11.052 | 30      |      |
| 19              | 30  | Giulian Pedone      | Aprilia     | 20      | +1:15.954 | 20      |      |
| 20              | 14  | Brad Binder         | Aprilia     | 20      | +1:16.227 | 27      |      |
| 21              | 65  | Syunya Mori         | Aprilia     | 20      | +1:16.729 | 32      |      |
| 22              | 36  | Joan Perelló        | Aprilia     | 20      | +1:17.514 | 29      |      |
| 23              | 39  | Luis Salom          | Aprilia     | 20      | +1:40.618 | 12      |      |
| 24              | 79  | Takehiro Yamamoto   | Honda       | 20      | +1:41.836 | 33      |      |
| 25              | 89  | Luca Fabrizio       | Aprilia     | 19      | +1 vuelta | 35      |      |
| Ret             | 17  | Taylor Mackenzie    | Aprilia     | 17      | Retirado  | 28      |      |
| Ret             | 10  | Alexis Masbou       | KTM         | 13      | Retirado  | 21      |      |
| Ret             | 81  | Hyuga Watanabe      | Honda       | 10      | Retirado  | 31      |      |
| Ret             | 99  | Danny Webb          | Mahindra    | 9       | Retirado  | 19      |      |
| Ret             | 7   | Efrén Vázquez       | Derbi       | 8       | Retirado  | 6       |      |
| Ret             | 31  | Niklas Ajo          | Aprilia     | 1       | Caída     | 18      |      |
| Ret             | 3   | Luigi Morciano      | Aprilia     | 1       | Caída     | 11      |      |
| Ret             | 28  | Josep Rodríguez     | Aprilia     | 1       | Retirado  | 14      |      |
| DNS             | 96  | Louis Rossi         | Aprilia     |         | Lesionado | 17      |      |
| DNS             | 80  | Jun Ohnishi         | Honda       |         | Lesionado | 34      |      |
| Reporte Oficial |     |                     |             |         |           |         |      |

Notas:
- Pole Position :  Johann Zarco, 1:57.888
- Vuelta Rápida :  Johann Zarco, 1:58.508